# Banco Campesino de Tierras

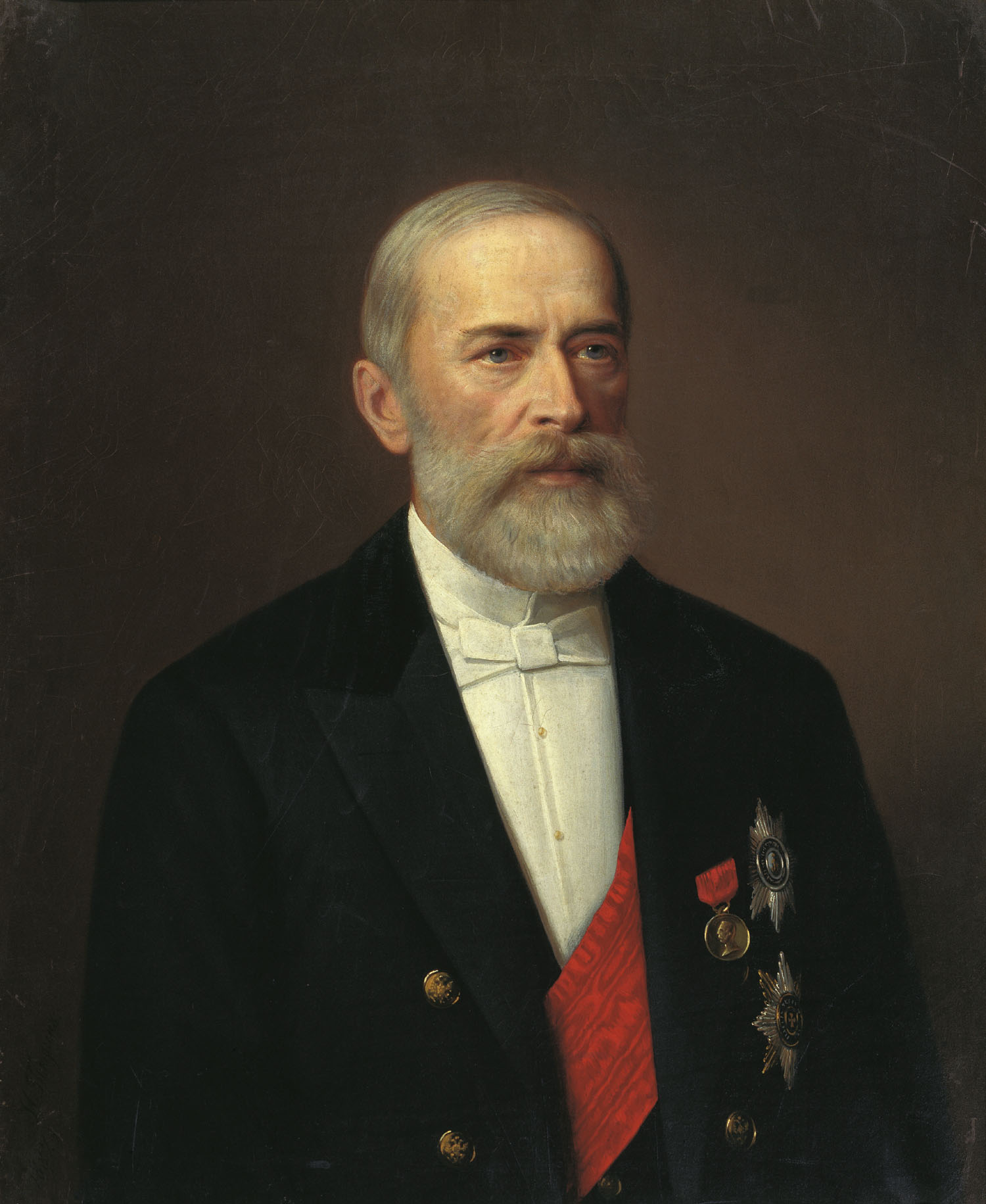
Retrato de Nikolai Bunge (1887), fundador del banco.

El Banco Campesino de Tierras (del ruso: Крестьянский поземельный банк) fue una institución financiera rusa fundada durante el reinado del zar Alejandro III, por el ministro de Finanzas Nikolái Bunge. Creó el Banco Campesino de Tierra en 1882 para ayudar al campesinado ruso a comprar sus propias tierras y granjas, y mejorar los métodos agrícolas. Para 1904, tuvo tanto éxito que un tercio de las tierras de la nobleza habían sido compradas por campesinos. Nikolái Bunge también abolió el impuesto per cápita, que solo pagaban los campesinos, en 1886, lo que ayudó a reducir la carga financiera que enfrentaban los campesinos.
El banco empezó sus operaciones en abril de 1883, con nueve sucursales. En 1888 su actividad se había expandido hasta incluir el Reino de Polonia; para 1891 tenía treinta y nueve sucursales. 
El banco era gestionado por un consejo consistente en: un director; un director asistente; tres otros elegidos por el Ministerio de Finanzas; y un miembro final en representación del Ministerio de Agricultura.